# Ale (comuna)
Ale (em sueco: Ale kommun) é uma comuna do condado da Västra Götaland, no sul da Suécia.
Está localizada na margem esquerda do rio Gota.
Sua capital é a cidade de Nödinge-Nol.

Possui 317 quilômetros quadrados e segundo censo de 2018, havia 30 926 pessoas.

Integra a Área Metropolitana de Gotemburgo.

## Localidades principais
Localidades com mais população da comuna (2018):

| Nr | Localidade  | População (2018) |
| -- | ----------- | ---------------- |
| 1  | Nödinge-Nol | 11 492           |
| 2  | Surte       | 6 311            |
| 3  | Älvängen    | 5818             |
| 4  | Skepplanda  | 1 839            |
| 5  | Alvhem      | 328              |

Comuna de Ale
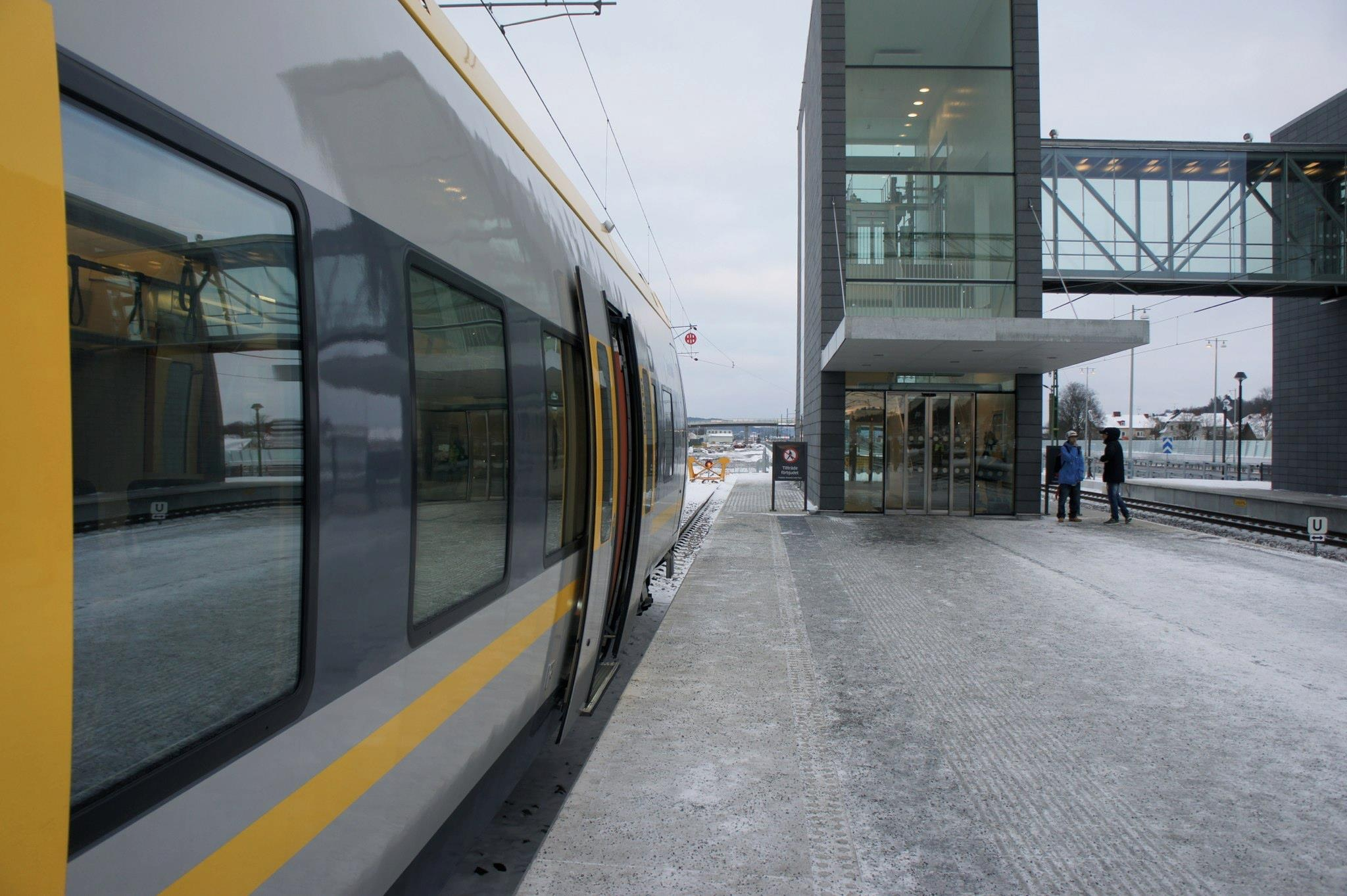
Estação ferroviária de Älvängen
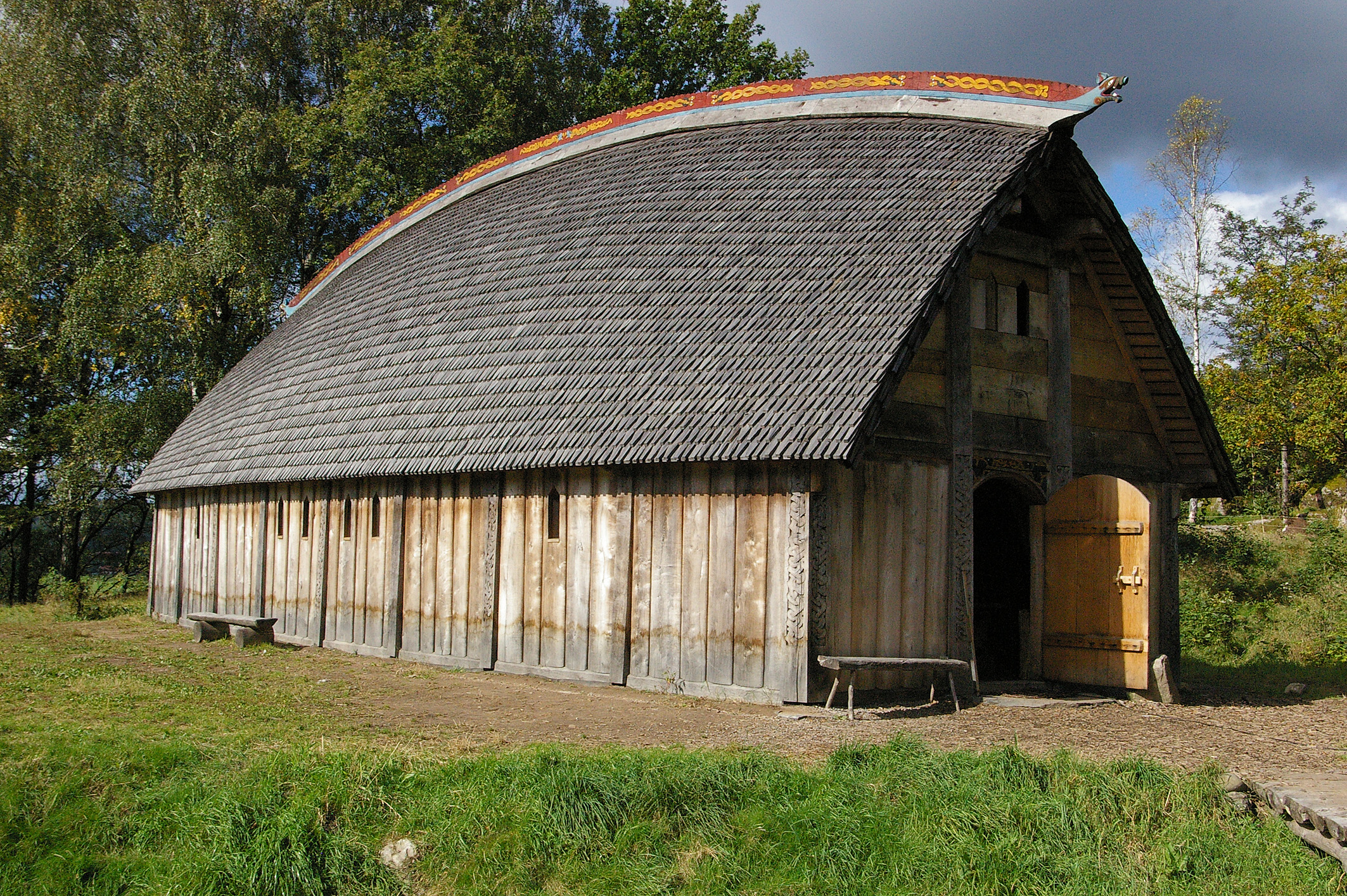
Casa viking reconstruída em Ale
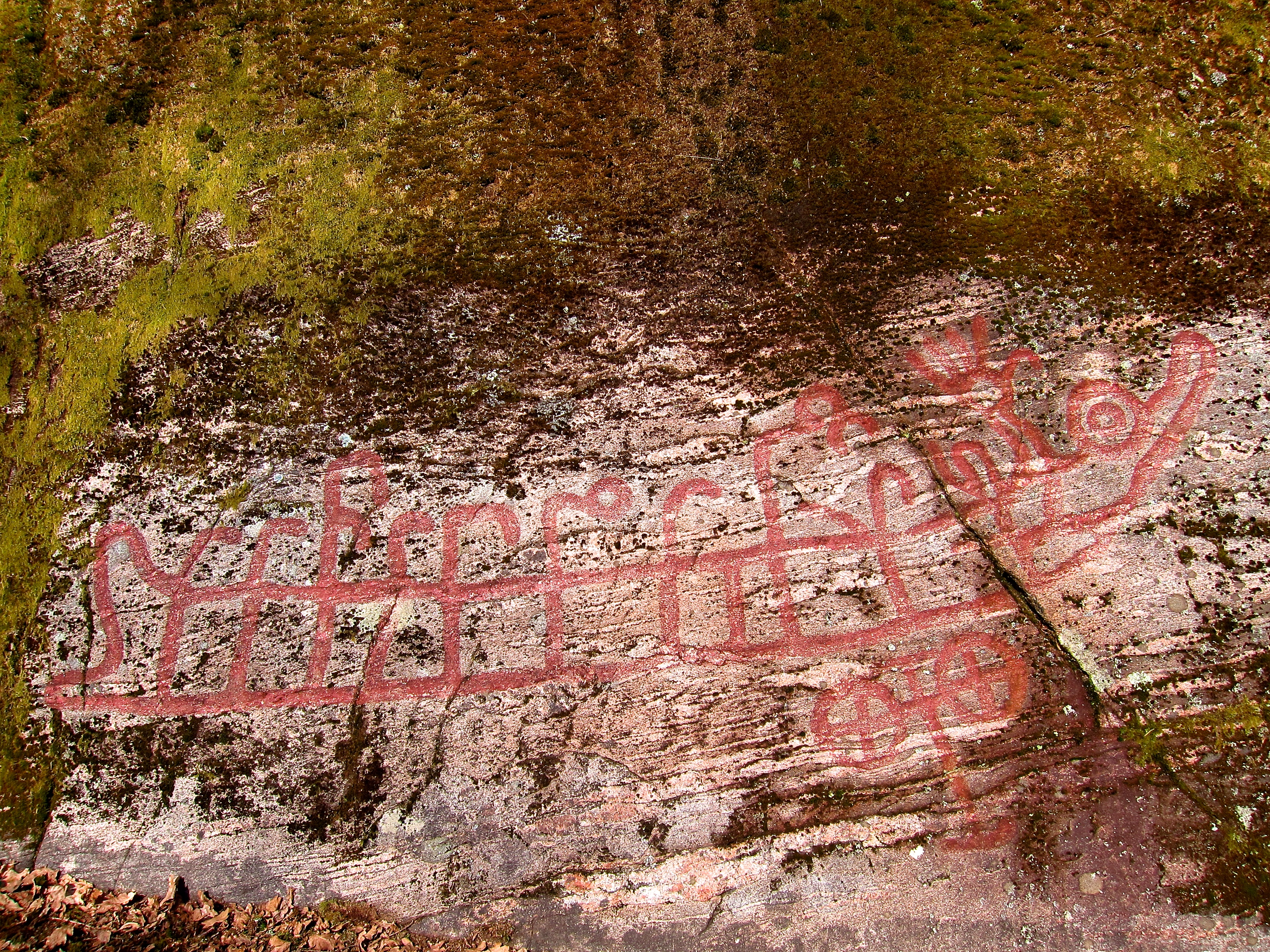
Imagem rupestre em Skepplanda
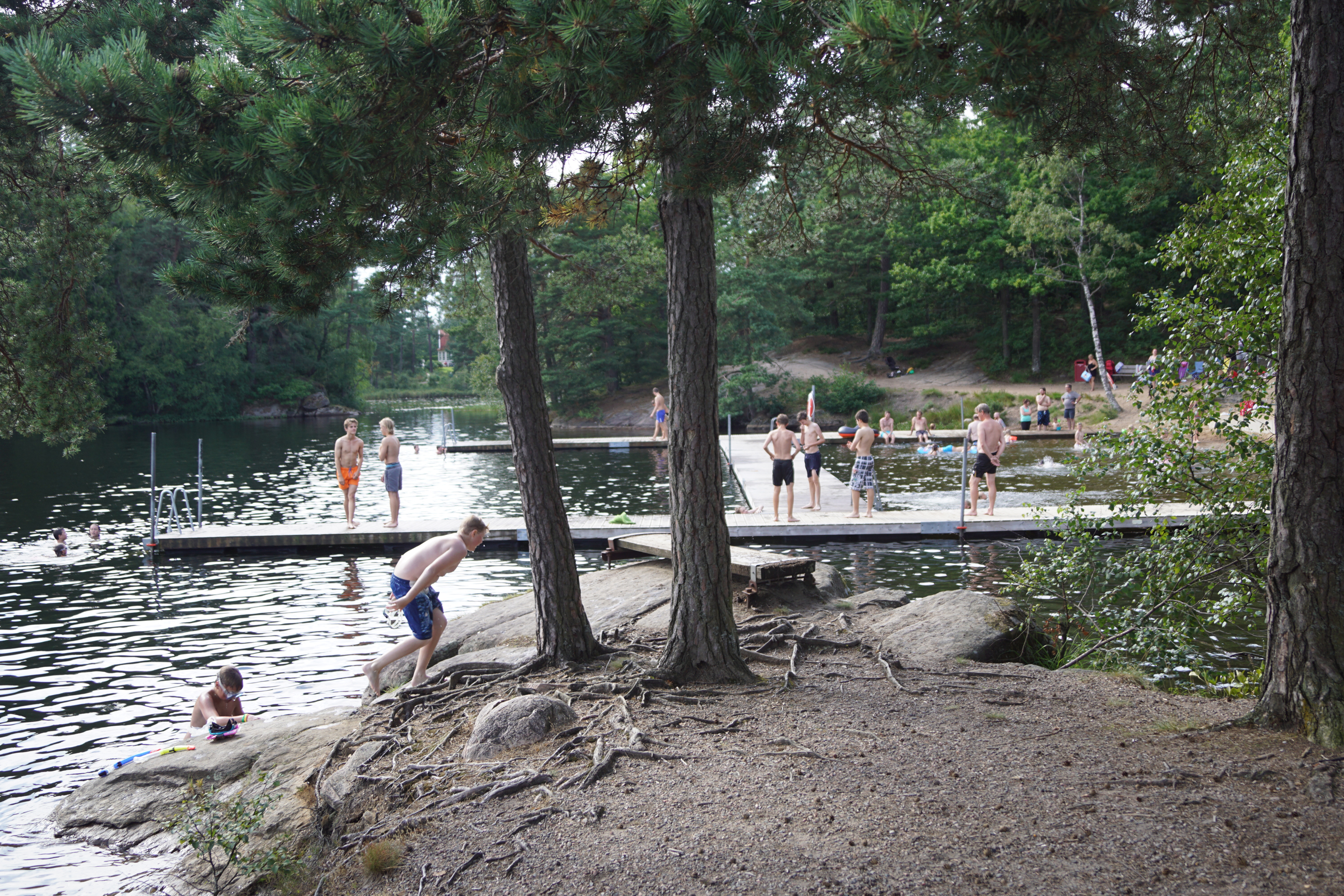
O lago Hultasjön em Kilanda-Hult